# Vion (Sarthe)
Vion é uma comuna francesa na região administrativa do País do Loire, no departamento de Sarthe. Estende-se por uma área de 20.04 km². Em 2010 a comuna tinha 1 481 habitantes (densidade: 73,9 hab./km²).